# Ectopatria mundoides
Ectopatria mundoides är en fjärilsart som beskrevs av Oswald Beltram Lower 1893. Ectopatria mundoides ingår i släktet Ectopatria och familjen nattflyn. Inga underarter finns listade i Catalogue of Life.